# 5370 Taranis
5370 Taranis è un asteroide near-Earth del diametro medio di circa 3,6 km. Scoperto nel 1986, presenta un'orbita caratterizzata da un semiasse maggiore pari a 3,3396740 UA e da un'eccentricità di 0,6333938, inclinata di 19,05015° rispetto all'eclittica.
L'asteroide è dedicato all'omonima divinità celtica.